# Whitechapel Gallery
Whitechapel Gallery, založená roku 1901, je jednou z prvních galerií financovaných z veřejných prostředků v Londýně pro časově omezené výstavní akce.
Nachází se na ulici Whitechapel High Street v londýnském obvodu Tower Hamlets. Galerie je zaměřena na vzdělání a aktivity přesahující hranice běžných činností zajišťovaných uměleckými galeriemi. Vystavuje díla současných autorů ale stejně tak pořádá i retrospektivní expozice zaměřené na místní asijskou populaci.
V poválečné historii britského umění byla nejdůležitější akcí pořádanou v této galerii This is Tomorrow roku 1956. Iniciátorem této výstavy byla skupina Independent Group. Výstava poprvé seznámila širokou veřejnost s Pop artem a uvedla umělce, designéry a fotografy, kteří později určovali směr Swinging Sixties.
Ve druhé polovině 60. let a v 70. letech 20. století se důležité akce určující vývoj umění přesunuly do nových galerií například do Hayward Gallery, ale v 80. letech se význam Whitechapel Gallery znovu obnovil a v poslední době je plánována rekonstrukce a dostavba galerie.